# Litorale-Carso
Il Litorale-Carso, o Regione costiero-carsica o Regione Carsico-Costiera (ufficialmente in sloveno Obalno-kraška statistična regija, in italiano Regione statistica Litorale-Carsica) è una delle 12 regioni statistiche in cui è suddivisa la Slovenia. Lingue ufficiali sono lo sloveno e l'italiano (quest'ultimo co-ufficiale nei comuni di Ancarano, Capodistria, Isola e Pirano).

## Amministrazione
Ne fanno parte 4 città e i seguenti 4 comuni con 294 frazioni o insediamenti (naselja):
| Stemma | Comune         | Nome ufficiale    | Mappa | Superficie km² | Popolazione | Densità Ab./km² | Madrelingua italiana (slovena) |
| ------ | -------------- | ----------------- | ----- | -------------- | ----------- | --------------- | ------------------------------ |
|        | Ancarano       | Ankaran/Ancarano  |       | 8,05           | 3 388       | 401             | 2,50% (73,10%)                 |
|        | Divaccia       | Divača            |       | 147,80         | 4 443       | 27              | 0,40% (81,51%)                 |
|        | Erpelle-Cosina | Hrpelje-Kozina    |       | 192,20         | 5 131       | 22              | 0,30% (87,02%)                 |
|        | Isola          | Izola/Isola       |       | 28,60          | 16 564      | 554             | 4,30% (69,13%)                 |
|        | Comeno         | Komen             |       | 102,70         | 3 578       | 35              | 1,20% (85,00%)                 |
|        | Capodistria    | Koper/Capodistria |       | 303,15         | 53 875      | 169             | 2,23% (74,14%)                 |
|        | Pirano         | Piran/Pirano      |       | 44,60          | 18 253      | 398             | 7,00% (66,70%)                 |
|        | Sesana         | Sežana            |       | 217,40         | 13 824      | 60              | 0,24% (87,77%)                 |
|        | Totale         |                   |       | 1.044,5        | 112 848     | 108             |                                |